# 惠特科姆嶺
73°7′S 166°0′E / 73.117°S 166.000°E
惠特科姆嶺（英語：Whitcomb Ridge），是南極洲的山嶺，位於維多利亞地的博克格雷溫克海岸，處於休珀納爾山東南面11公里，屬於登山家山脈的一部分，美國地質調查局根據測量和該國海軍的空中照片繪入地圖，現時由南極條約體系管理。